# منطقه شکارممنوع توت‌سیاه
منطقه شکارممنوع توت‌سیاه در شهرستان بوانات در استان فارس واقع است.
این منطقه که از مناطق تحت حفاظت محیط زیست استان فارس است در انتهای منطقه بوانات واقع شده و وسعتی نزدیک به ۲۰ هکتار دارد. این محل زیستگاه گونه‌های مختلف گیاهی و جانوری است، اما متأسفانه در حال حاضر از قابلیت‌ها و امکانات گردش‌گاهی و پژوهشی این شکارگاه استفاده چندانی نمی‌شود.